# فلويد سالاس
فلويد سالاس (بالإنجليزية: Floyd Salas)‏ هو كاتب أمريكي، ولد في 1931.